# Haute-Rivoire
Haute-Rivoire es una comuna francesa situada en el departamento del Ródano, de la región de Auvernia-Ródano-Alpes.

## Demografía
| 1 168 | 1 132 | 1 042 | 1 014 | 1 100 | 1 182 | 1 301 | 1 433 |
| Para los censos de 1962 a 1999 la población legal corresponde a la población sin duplicidades (Fuente: INSEE [Consultar]) |       |       |       |       |       |       |       |